# الصنوبر (صيدا)
الصنوبر  هي إحدى القرى اللبنانية من قرى قضاء صيدا في محافظة الجنوب.